# Galilea (La Rioja)
Galilea é um município da Espanha 
na província e comunidade autónoma de La Rioja, de área 9,74 km² com população de 349 habitantes (2007) e densidade populacional de 30,91 hab/km².

## Demografia
| Variação demográfica do município entre 1991 e 2004 | Variação demográfica do município entre 1991 e 2004 | Variação demográfica do município entre 1991 e 2004 | Variação demográfica do município entre 1991 e 2004 |
| --------------------------------------------------- | --------------------------------------------------- | --------------------------------------------------- | --------------------------------------------------- |
| 1991                                                | 1996                                                | 2001                                                | 2004                                                |
| 286                                                 | 286                                                 | 283                                                 | 298                                                 |